# آبشار سنگان

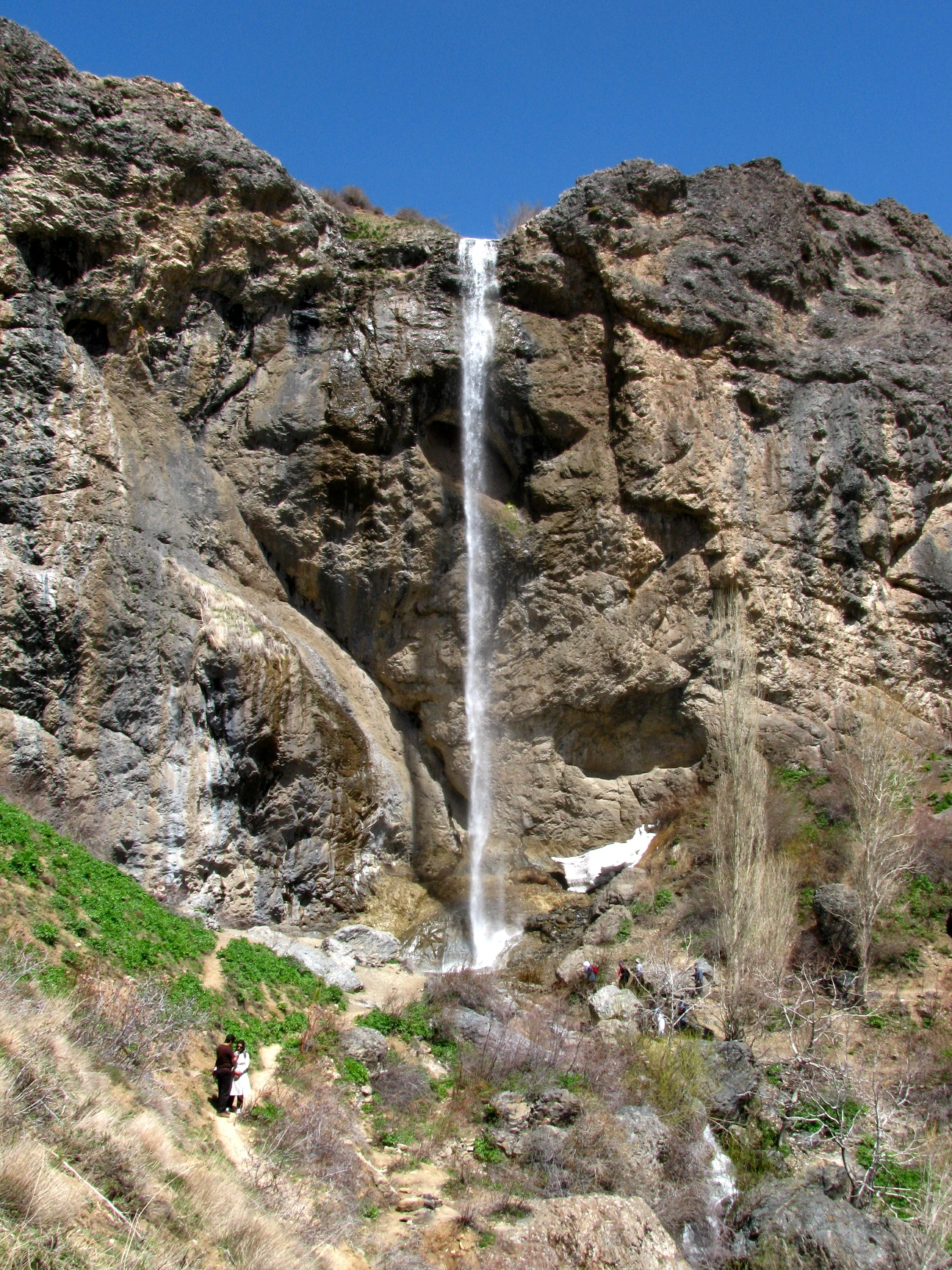
آبشار سنگان در اردیبهشت‌ماه

آبشار سنگان، بلندترین آبشار استان تهران و جزو چند آبشار مرتفع کشور اولین اثر طبیعی استان تهران 
در شهریور ۹۸ در فهرست میراث ملی ایران ثبت گردید که در طول سال گردشگران و زیادی از جمله داخلی و خارجی جذب میکند و یکی از مسیر های مورد علاقه کوهنوردان تیم های طبیعتگردی میباشد آبشاری است در انتهای روستای سنگان، در فاصلهٔ حدود ۲۰ کیلومتری شمال غرب تهران و در دامنه‌های قلهٔ پهنه‌حصار.
نحوه رسیدن به این آبشار، تهران، میدان کوهسار، جاده سولقان، حدود ۵۰۰ متر بعد از سولقان، دست چپ خروجی سنگان، در مسیر از کنار سنگان پایین، سنگان باغدره عبور و به سنگان بالا میرسید در جنب امامزاده قاسم (از نوادگان امام چهارم) مسیر پیاده‌روی شروع می‌شود.
این آبشار، در زمستان با یخ زدن، شکلی بسیار زیبا به خود می‌گیرد.
خوشبختانه در ابتدای مسیر و در روستا امامزاده، رستوران، دکه جهت خرید خوراکی، سرویس بهداشتی، سکو جهت نشستن، آب خوردن و … وجود دارد و می‌توانید از تمامی این امکانات استفاده کنید. اما در طول مسیر رسیدن به آبشار تقریباً امکانات خاصی جهت استفاده مراجعه‌کنندگان تعبیه نشده است و باید تمامی وسایل مورد نیاز را از قبل تهیه کرده و همراه خود داشته باشید.

## سنگان در ادبیات فارسی
| چو خسرو به نزدیک سنگان رسید |  | سراپرده خسروانی بدید      |
| ز سنگان برآمد خروش هژبر     |  | سر کوه ساییده شد تیره ابر |

منبع: ماهنامه سفر شماره ۶۳ (ویژه نوروز ۱۳۹۶)